# Lucjusz Ninniusz Kwadratus
Lucjusz Ninniusz Kwadratus – trybun ludowy w roku 58 p.n.e. Wspierał Cycerona przeciw Klodiuszowi i domagał się powrotu Cycerona z wygnania.